# Persisterende rouwstoornis
Persisterende rouwstoornis (PRS), ook langdurige rouwstoornis of chronische rouw genoemd, is een psychiatrische diagnose die gekenmerkt wordt door chronische rouwsymptomen. De stoornis is in de DSM-5 opgenomen bij de psychotrauma- en stressorgerelateerde stoornissen. 
De stoornis werd aanvankelijk persisterende complexe rouwstoornis genoemd, maar deze naam werd gewijzigd naar persisterende rouwstoornis in de DSM-5-TR. Sinds de publicatie van de DSM-5-TR in 2022 is de stoornis een erkende aandoening.

## Kenmerken
Een persisterende rouwstoornis kenmerkt zich door een dermate intens verdriet na een verlies waardoor een normaal functioneren ernstig wordt beperkt of niet meer mogelijk is. Daarbij is het voor de persoon onmogelijk het verlies te accepteren.
De DSM-5 stelt de volgende criteria:
- Het overlijden heeft meer dan twaalf maanden geleden plaatsgevonden
- Er worden symptomen van separatiestress ervaren, waaronder een kwellend verlangen naar de overleden dierbare
- De persoon heeft een preoccupatie met herinneringen en gedachten aan de overledene
- Er worden symptomen van reactief lijden ervaren
- De symptomen heeft grote invloed op het sociale leven en de identiteit
- De symptomen verhinderen het alledaags functioneren en leiden tot intens lijden

Bij PRS met symptomen van PTSS wordt ook wel gesproken van traumatische rouw. 

## Voorkomen
Ongeveer vijf tot tien procent van personen in Nederland krijgt na het overlijden van een dierbare te maken met persisterende rouw. Bij nabestaanden van personen die zijn overleden door geweld, suïcide, ongevallen of zeer nauw verwantschap komt het in bijna de helft van de gevallen voor. Over het algemeen hebben vrouwen en personen met een lage opleiding en/of een lage sociaal-economische status een grotere kans om PRS te ontwikkelen. Mogelijk bestaat er ook een verband tussen personen met neurotische persoonskenmerken, personen die onveilig gehecht zijn en het ontwikkelen van PRS.